# Charles Dumas
Charles Everett Dumas (Tulsa, 12 februari 1937 – Inglewood, 5 januari 2004) was een Amerikaanse hoogspringer.

## Loopbaan
Charles Dumas sprong op 29 juni tijdens de Amerikaanse selectiewedstrijden voor de Olympische Spelen van 1956 in Melbourne als eerste mens meer dan 7 voet (2,13 m). Met deze hoogte kwalificeerde hij zich voor de Olympische Spelen en reisde hij als favoriet af naar Australië. Daar stelde hij niet teleur en won de wedstrijd met een olympisch record van 2,12 m. Hierna studeerde hij af aan de University of Southern California en won hierbij de Universiteitskampioenschappen (NCAA) in 1958.
In 1960 nam Dumas deel aan zijn tweede Spelen. Op de Spelen van Rome werd hij, geveld door een knieblessure, slechts zesde met een beste poging van 2,03 m. De wedstrijd werd gewonnen door de Sovjet-Rus Robert Sjavlakadze, die tevens het olympisch record verbeterde naar 2,16 m.
Na zijn sportcarrière, waarin hij vijfmaal Amerikaanse kampioen werd, werd hij leraar. Dumas stierf aan kanker op 66-jarige leeftijd in Inglewood.

## Titels
- Olympisch kampioen hoogspringen - 1956
- Amerikaans kampioen hoogspringen - 1955, 1956, 1957, 1958, 1959
- NCAA-kampioen hoogspringen - 1958

## Palmares

### hoogspringen
- 1955:  Amerikaanse kamp. - 2,08 m
- 1956:  Amerikaanse kamp. - 2,08 m
- 1956:  OS - 2,12 m
- 1957:  Amerikaanse kamp. - 2,09 m
- 1958:  Amerikaanse kamp. - 2,07 m
- 1959:  Amerikaanse kamp. - 2,06 m
- 1959:  Pan-Amerikaanse Spelen - 2,10 m
- 1960: 6e OS - 2,03 m

1896: Ellery Clark ·
1900: Irving Baxter ·
1904: Samuel Jones ·
1908: Harry Porter ·
1912: Alma Richards ·
1920: Richmond Landon ·
1924: Harold Osborn ·
1928: Robert Wade King ·
1932: Duncan McNaughton ·
1936: Cornelius Johnson ·
1948: John Winter ·
1952: Walter Davis ·
1956: Charles Dumas ·
1960: Robert Sjavlakadze ·
1964: Valeri Broemel ·
1968: Dick Fosbury ·
1972: Jüri Tarmak ·
1976: Jacek Wszoła ·
1980: Gerd Wessig ·
1984: Dietmar Mögenburg ·
1988: Hennadi Avdjejenko ·
1992: Javier Sotomayor ·
1996: Charles Austin ·
2000: Sergej Kljoegin ·
2004: Stefan Holm ·
2008: Andrej Silnov ·
2012: Erik Kynard ·
2016: Derek Drouin ·
2020: Gianmarco Tamberi & Mutaz Essa Barshim ·
2024: Hamish Kerr